# Sân vận động Hyochang
Sân vận động Hyochang là một sân vận động đa năng ở Hyochang-dong, Yongsan-gu, Seoul, Hàn Quốc. Sân hiện được sử dụng chủ yếu cho các trận đấu bóng đá. Sân vận động có sức chứa 15.194 người. Sân được xây dựng vào tháng 10 năm 1960 cho Cúp bóng đá châu Á 1960.